# Северный (остров, Входные)
Се́верный — остров архипелага Северная Земля. Административно относится к Таймырскому Долгано-Ненецкому району Красноярского края.

## Расположение
Расположен в южной части архипелага в Карском море в проливе Вилькицкого у побережья острова Большевик на расстоянии около 2 километров к югу от мыса Анцева в восточной части бухты Солнечной. Входит в состав островов Входных. Другой остров группы — Южный, лежит чуть юго-западнее

## Описание
Имеет вытянутую с юго-запада на северо-восток форму длиной менее километра. Берега пологие, ровные. Наивысшая точка острова — 18 метров, является также наивысшей точкой группы. В центральной части острова находится геодезический пункт.

## Топографические карты
- Лист карты T-48-XIII,XIV,XV полярная ст. Солнечная. Масштаб: 1 : 200 000. Состояние местности на 1981 год. Издание 1988 г.